# Триумфална порта (Потсдам)
Триумфалната порта (на немски: Triumphtor) е входният портал към лозовия масив Винцерберг на възвишението Мюленберг в северната част на град Потсдам в Германия. Портата е построена през 1850-1851 г. по времето на пруския крал Фридрих Вилхелм IV и е била предназначена да отбележи началото на планирана, но никога не осъществена триумфална улица. Проектните скици за портата са изготвени от архитектите Фридрих Август Щюлер и Лудвиг Фердинанд Хесе.

## История
Изграждането на триумфалната порта е свързано с проект за осъществяването на една триумфална улица, която трябвало да свързва съществуващи и запланувани архитектурни шедьоври в северния край на парка Сансуси. Главно поради финансови причини само няколко участъка от проекта могли да бъдат реализирани, в това число Оранжерийният дворец, Къщата на винаря в италианизиращ стил и Триумфалната порта. Храмовият комплекс, който бил планиран да се построи на хълма Мюленберг в памет на Фридрих Велики, за чийто вход била замислена Триумфалната портата, не бил осъществен.

## Архитектура
Като образец за Триумфалната порта крал Фридрих Вилхелм IV избира Аргентарианската арка на Форум Боариум в Рим, която е построена от колегията на менялите (обменячи на пари, сарафи; на латински: argentarii) и търговците на телета през 204 г. сл. Хр. в чест на император Септимий Север и неговото семейство. По време разширението на църквата Сан Джорджо ин Велабро през XII, архитравът на Аргентарианската арка бил частично внедрен в сградата на църквата.
- Аргентарианската арка в Рим
- Аргентарианската[неработеща препратка] арка в Рим
- Аргентарианската[неработеща препратка] арка
- Църквата[неработеща препратка] Сан Джорджо ин Велабро

### Външно оформление
Потсдамската Триумфална порта е богато украсена. Със своята комбинация от декоративно оформени тухли и теракотени релефи, тя представлява кулминация в изкуството на тухлената архитектура на Шинкеловата школа. Керамиката идва от работилниците на Тобиас Файлнер и Ернст Марх, а скулпторите Херман Шийвелбайн и Густав Блезер са я оформили по модели на Фридрих Вилхелм Данкберг.
Надписът върху предната страна на портата, точно над проходния отвор, прави препратка към парка и двореца Сансуси, намиращи се на противоположната страна на улицата:
Фридрих Вилхелм IV К. н. П., заповяда тази порта да бъде построена сто и шест години след основаването на Сансуси. 1850 г.

бележка: годината е изписана с латински букви (MDCCCLI) и означава 1850 г.; съкращението К. н. П. означава „Крал на Прусия“
Фридрих Вилхелм IV посвещава Триумфалната порта на своя брат Вилхелм I, след като той бил потушил въстанието в Баден през лятото на 1848 г. Това е посочено в надпис над прохода на портата от страната на лозето:
В чест на принца на Прусия, Фридрих Вилхелм Лудвиг, пълководеца, водачите и войните, които победиха бунта в Рейн Пфалц и Баден. 1849 г.

бележка: годината е изписана с латински букви (MDCCCXLIX) и означава 1849 г.

### Релефни изображения
Релефните изображения на Херман Шийвелбайн от вътрешната страна на Триумфалната порта изобразяват оттеглянето на войните и завръщането у дома на победоносната войска. Творбите на Густав Блезер показват алегории: от страната на градината са изобразени Архитектурата, Скулптурата, Живописта и Поезията, от предната страна са показани Силата, Справедливостта, Умереността и Мъдростта.
Триумфалната порта е постепенно реставрирана между 1998 и 2000 г. Художникът Петер Дитрих, който живял в близкия до Потсдам град Фалкензее, извършил работата по теракотените релефи.

### Алегорични пана
Двата релефни панела от Фридрих Вилхелм Данкберг на лицевата страна на портата са симетрично конструирани. Женските фигури са изобразени в антични одежди. И двете фигури имат крила и атрибути, които разкриват предназначението им.

#### Алегория на Железницата
Фигурата държи горяща факла в лявата си ръка като символ на огъня, който поражда парната мощност в котела на локомотива, чрез която става възможно бързото придвижване. В дланта на протегнатата си дясна ръка тя държи крилато колело, което, подобно на километричния камък, който е леко намекнат в левия край на картината, представлява разстоянието, което може да се преодолее с новото транспортно средство. Крилатото колело, което се появява тук за първи път като символ на нещо, впоследствие се превръща в „световния символ на железницата“.

#### Алегория на Телеграфията
На заден план се виждат три изолатора, свързани с телеграфен проводник, ударен от светкавица. Дясната ръка на фигурата сочи към изолатора, докато лявата ръка сочи в далечината, представлявайки, подобно на своя аналог, разстоянието, което може да бъде преодоляно чрез тази нова технология.

#### Тълкувание
По уникален за това време начин двете алегории се отнасят до телеграфията и железницата, свързвайки модерното настояще на индустриализацията с древното минало. Двата панела показват две технически постижения, които петнадесет години по-късно правят възможно развитието на модерни концепции за водене на война, изготвени от граф фон Молтке, допринасяйки за успехите в Австрййско-пруската война от 1866 г. и Френско-пруската война от 1870-1871 г.